# Nyomi Marcela
Nyomi Marcela (Encinitas; 9 de julio de 1981) es una actriz pornográfica estadounidense. Es hermana de Jade Marcela.